# Castel Nuovo

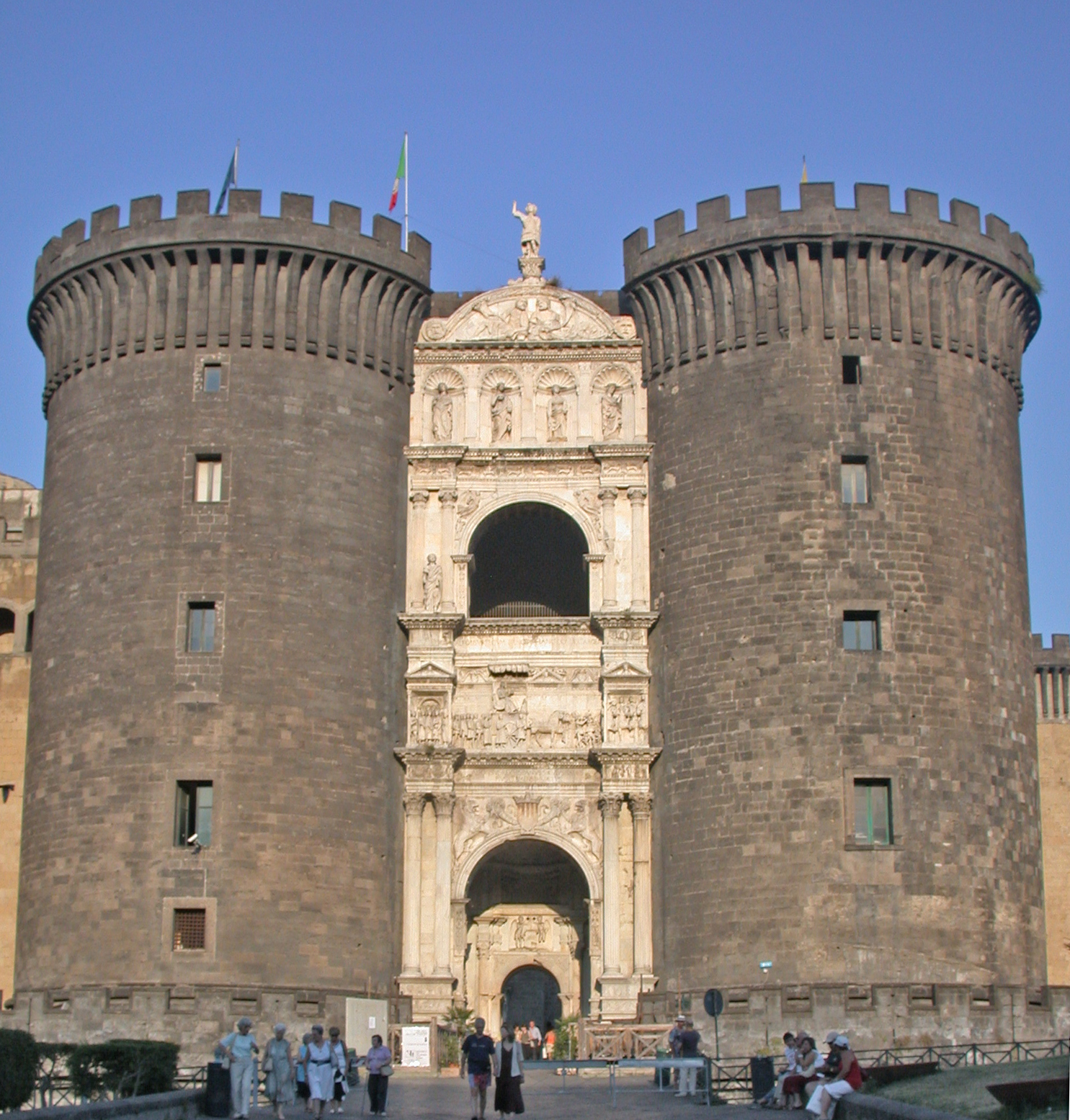
Francesco Lauranas Triumphbogen am Haupteingang

Das Castel Nuovo (italienisch: ‚Neue Burg‘), oft auch Maschio Angioino genannt, ist eine Burg in Neapel, Italien. Es ist eines der bekanntesten Bauwerke der Stadt. Die Burg wurde seit dem Baubeginn 1279 mehrfach umgebaut und renoviert. Sie diente unter verschiedenen Königen meist in einer Doppelfunktion als Festung und Residenz.

## Geschichte
Vor der Thronbesteigung von Karl I. von Anjou im Jahre 1266 war Palermo die Hauptstadt des Königreichs Neapel. Zwar gab es mit dem Castel Capuano bereits zuvor eine königliche Residenz in Neapel, aber nach Verlegung der Hauptstadt nach Neapel gab Karl Anweisung zum Bau einer neuen Burg nahe am Meer, um seinen Hof unterzubringen. Die Arbeiten begannen 1279 unter der Aufsicht des Priesters Pierre de Chaule als Architekt und dauerten insgesamt drei Jahre an.

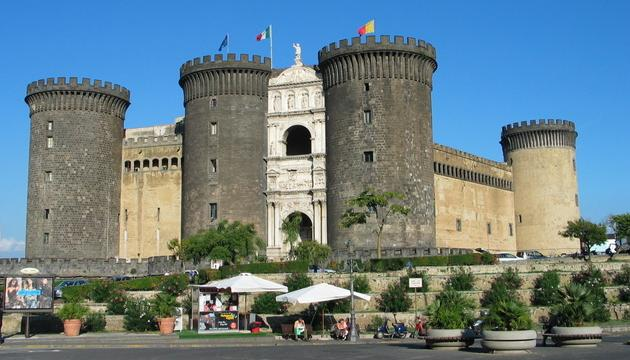
Castel Nuovo

Während der Zeit der Sizilianischen Vesper blieb die Burg bis ins Jahr 1285 unbewohnt, dem Jahr, in dem Karl I. starb und ihm sein Sohn Karl II. nachfolgte. Unter ihm und seinem Nachfolger Robert dem Weisen, welcher ab 1309 regierte, wurde die Festung mehrfach aus- und umgebaut und wurde mehr und mehr zur Keimzelle der urbanen Entwicklung Neapels.
 1294 bewohnte Papst Coelestin V. bis zu seiner Abdankung eine Mönchszelle in der Burg. Von 1329 bis 1331 schmückte der Maler Giotto während seines Aufenthaltes in der Stadt die Palastkapelle mit Fresken, von denen nur Fragmente erhalten sind.
1347 wurde das Castel Nuovo von der Armee Ludwigs I. von Ungarn stark zerstört und musste in der Folge nach der Rückkehr der Königin Johanna I. von Neapel umfangreich wiederhergestellt werden.
Unter der späteren Herrschaft der Aragonesen, die mit Alfons V. von Aragon 1442 begann, wurde die Festung umfangreich umgestaltet, unter anderem um den neuen waffentechnischen Herausforderungen zu widerstehen. Der Triumphbogen am Haupttor, entworfen von Francesco Laurana, feiert Alfons’ Ankunft in Neapel. Die Bauarbeiten am Triumphbogen begannen spätestens 1453, Abbildungen von 1464 zeigen ihn bereits vollendet.
Die Sala dei Baroni, einer der größten Profanräume ihrer Zeit, war noch bis 2006 Sitzungsort des kampanischen Regionalparlaments. Im Westflügel der Burg ist heute das Museo Civico (Museum zur Stadtgeschichte Neapels) untergebracht.